# Завалій Ігор Юліянович
Ігор Юліянович Завалій (нар. 10 травня 1960, м. Львів) — український науковець у галузі неорганічної хімії. Доктор хімічних наук (2007), професор (2016), академік НАН України (2024). Лавреат Державної премії України в галузі науки і техніки (2008). Брат Петра Завалія.

## Життєпис
Ігор Завалій народився 10 травня 1960 року у Львові.
1982 року закінчив Львівський університет.
Від 1987 — у Фізико-механічному інституті НАН України, де працював провідним науковим співробітником (від 2008), завідувачем відділу водневих технологій та гідридного матеріалознавства (від 2015), нині — завідувач відділу водневих технологій та матеріалів альтернативної енергетики (від 2020).
Сфера наукових досліджень: кристалічна структура, фізико-хімічні властивості інтерметалідів та їх застосування для акумулювання водню і електродних матеріалів для нікель-металогідридних хімічних джерел струму.